# Seznam glasbenih del Petra Iljiča Čajkovskega
Seznam glasbenih del Petra Iljiča Čajkovskega.
- op. 1 – dve skladbi, za klavir
- op. 2 – Souvenir de Hapsal, za klavir
- op. 3 – Vojvoda, opera
- op. 4 – Valse caprice, klavir (D-dur)
- op. 5 – Romanca, za klavir (f-mol)
- op. 6 – 6 pesmi, za glas in klavir
- op. 7 – Valse–scherzo, za klavir (A-dur)
- op. 8 – Capriccio, za klavir (Ges-dur)
- op. 9 – Trois Morceaux, za klavir
- op. 10 – Deux Morceaux, za klavir
- op. 11 – Godalni kvartet št. 1 (D-dur)
- op. 12 – Sneguljčica, naključna glasba
- op. 13 – Simfonija št. 1 (g-mol, »Zimske sanje«)
- op. 15 – Uvertura Festival (D-dur)
- op. 16 – 6 pesmi, za glas in klavir
- op. 17 – Simfonija št. 2 (c-mol, »Maloruska«)
- op. 18 – Vihar, simfonična fantazija (f-mol)
- op. 19 – 6 morceaux, klavir
- op. 20 – Labodje jezero, balet
- op. 21 – 6 morceaux, komponiranih na eno temo, za klavir
- op. 22 – Godalni kvartet št. 2 (F-dur)
- op. 23 – Klavirski koncert št. 1 (b-mol)
- op. 25 – 6 pesmi, za glas in klavir
- op. 26 – Melanholična serenada, za violino in orkester (h-mol)
- op. 27 – 6 pesmi, za glas in klavir
- op. 28 – 6 pesmi, za glas in klavir
- op. 29 – Simfonija št. 3 (D-dur, »Poljska«)
- op. 30 – Godalni kvartet št. 3 (es-mol)
- op. 31 – Slovanska koračnica, za orkester (B-dur)
- op. 32 – Francesca da Rimini, simfonična fantazija (e-mol)
- op. 33 – Variacije na rokokojsko temo, za violončelo in orkester (A-dur)
- op. 34 – Valse–scherzo, za violino in orkester (C-dur)
- op. 35 – Violinski koncert (D-dur)
- op. 36 – Simfonija št. 4 (f-mol)
- op. 37 – Klavirska sonata (G-dur)
  - op. 37b – Letni časi, priredba za klavir
- op. 38 – 6 pesmi, za glas in klavir
- op. 39 – Album za otroke: 24 pièces faciles (à la Schumann), za klavir
- op. 40 – 12 morceaux (difficulté moyenne), za klavir
- op. 41 – Liturgija Sv. Janeza zlatousta, a capella
- op. 42 – Souvenir d'un lieu cher, za violino in klavir
  - 1. Méditation (d-mol)
  - 2. Scherzo (c-mol)
  - 3. Mélodie (Es-dur)
- op. 43 – Suita št. 1, za orkester (D-dur)
- op. 44 – Klavirski koncert št. 2 (G-dur)
- op. 45 – Italijanski kapričo, za orkester (A-dur)
- op. 46 – 6 duetov
- op. 47 – 7 pesmi za glas in klavir
- op. 48 – Serenada za godala (C-dur)
- op. 49 – Uvertura 1812, (Es-dur)
- op. 50 – Klavirski trio (a-mol)
- op. 51 – 6 morceaux, klavir
- op. 52 – Večernice, a capella
- op. 53 – Suita št. 2 za orkester (C-dur)
- op. 54 – 16 otroških pesmi
  - op. 54/5 – Legenda (priredba pesmi za zbor a capella)
- op. 55 – Suita št. 3 za orkester (G-dur)
- op. 56 – Koncertna fantazija, za klavir in orkester (G-dur)
- op. 57 – 6 pesmi za glas in klavir
- op. 58 – Simfonija št. 7 (h-mol,  »Manfred«) (h-mol)
- op. 59 – Dumka: ruski kmečki prizori, za klavir (c-mol)
- op. 60 – 12 pesmi za glas in klavir
- op. 61 – Suita št. 4 za orkester (G-dur, »Mozartiana«)
- op. 62 – Pezzo capriccioso, za čelo in orkester (h-mol)
- op. 63 – 6 pesmi za glas in klavir
- op. 64 – Simfonija št. 5 (e-mol, »Angleščina«)
- op. 65 – 6 pesmi za glas in klavir
- op. 66 – Trnjulčica, balet
- op. 67 – Hamlet, uvertura–fantazija (f-mol)
  - op. 67a – Hamlet, simfonična pesnitev
- op. 68 – Pikova dama, opera
- op. 69 – Jolanta, opera
- op. 70 – Spomin na Firence (Souvenir de Florence), za godalni sekstet (D-dur)
- op. 71 – Hrestač, balet
  - op. 71a – Hrestač, baletna suita
- op. 72 – Dix–huit morceaux, za klavir
- op. 73 – 6 pesmi
- op. 74 – Simfonija št. 6 (h-mol, »Patetična«)
- op. 75 – Klavirski koncert št. 3 (Es-dur, avtor je orkestriral samo 1. stavek)
- op. 76 – Vihar, uvertura (E-dur)
- op. 77 – Vera, simfonična pesnitev (c-mol)
- op. 78 – Vojvoda, simfonična balada (a-mol)
- op. 79 – Andante in Finale, za klavir in orkester (B-dur, Es-mol), nedokončano delo
- op. 80 – Klavirska sonata (cis-mol)

Dela brez oznak opusov:
- Jevgenij Onjegin, opera, 1877–1878
- Mazeppa, opera, 1881–1883
- Devica orleanska, opera, 1878–1879, revidirana 1882
- Romeo in Julija, fantazija–uvertura po Shakespearu (h-mol) 1869, revidirana 1870, 1880